# Scilurus
Scilurus (aussi connu sous le nom de Skilurus ou Scylurus) était le plus illustre roi des Scythes du IIe siècle av. J.-C. Il fut fils et père de roi, mais la relation entre sa dynastie et celle qui la précède est contestée. Son royaume, riverain du Pont Euxin, allait du Borysthène et du Bosphore Cimmérien jusqu'à la partie nord de la Crimée, là où sa capitale Neapolis était localisée.

## Biographie
Scilurus régnait sur les Tauriens et contrôlait l'ancien empire commercial d'Olbia du Pont qui lui permettait de frapper sa propre monnaie. Afin de gagner un avantage contre la ville ennemie de Chersonèse, il s'allia avec le peuple sarmate des Roxolans. En réponse, la ville de Chersonèse forgea une alliance avec Mithridate VI du Pont. Scilurus fut tué durant la guerre contre Mithridate, un conflit crucial pour le contrôle des plaines du Pont. Peu après sa mort, les Scythes furent défaits par Mithridate (ca. 108 av. J.C.). Scilurus ou le fils qui lui succéda, Palacus, fut alors enterré dans un mausolée à Neapolis Scythe; celui-ci fut utilisé comme lieu de sépulture entre ca. 100 av. J.-C. et 100 ap. J.-C.

## Commentaire

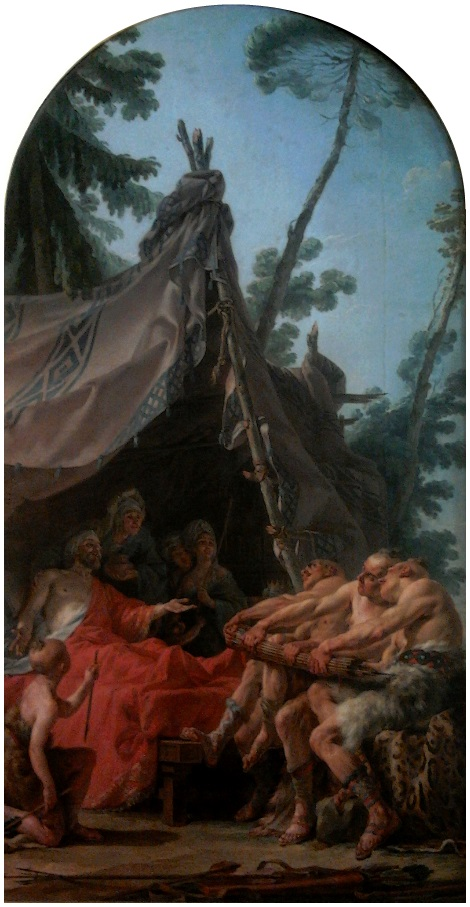
Scilurus, roi des Scythes, recommandant l'union à ses fils, peinture de Noël Hallé, 1767

Plutarque dans ses écrits rapporte l'enseignement de Scilurus à ses fils : "Scilurus sur son lit de mort, entouré de ses huit fils survivants, demanda à chacun d'entre eux de rompre en deux une botte de flèches. Lorsque tous échouèrent, il prit la botte et, retirant les flèches une par une, les cassa facilement : ainsi il leur démontra qu'ensemble, ils seraient forts, mais qu'isolément et divisés, ils seraient faibles.". Cet épisode a été, depuis, attribué à de nombreux personnages historiques dont Attila, Gengis Khan, Samo, Tamerlan...